# Rauheitsmessung
Die Rauheitsmessung (Oberflächenmessung) dient der Ermittlung der Oberflächenrauheit. Dazu wird ein zwei- oder dreidimensionales Profil der Oberfläche vermessen. Daraus werden mit Hilfe standardisierter Verfahren verschiedene Rauheitskenngrößen berechnet, die die Oberflächenrauheit charakterisieren.

## Geräte
Es stehen viele verschiedene Technologien zur Rauheitsmessung zur Verfügung. Sie lassen sich in berührende und berührungslose Verfahren unterscheiden.  Bei den berührenden Technologien gibt es einfache Handmessgeräte mit Gleitkufentaster und hochwertige stationäre Tastschnittgeräte mit Freitaster. Bei den berührungslosen Systemen bietet sich vor allem die Konfokaltechnik an. In verschiedenen Normen, wie z. B. in der EN ISO 25178 oder der DIN EN ISO 4287, sind  Rauheitskenngrößen wie beispielsweise Rt, Rmax, Rz Rzmax  und Ra. In einzelnen Anwendungen bieten sich auch andere Kenngrößen wie die Pt und Rmr (Pmr) an.